# Views
Albums de Drake
What a Time to Be Alive
(2015) More Life
(2017)
Singles
1. Hotline Bling
Sortie : 31 juillet 2015
2. One Dance
Sortie : 5 avril 2016
3. Pop Style
Sortie : 5 avril 2016
4. Controlla
Sortie : 7 juin 2016
5. Child’s Play
Sortie : 4 septembre 2016

Views est le quatrième album studio du rappeur canadien Drake, sorti en 2016 sur les labels OVO Sound et Young Money,,,.

## Titre et couverture
Le titre original de l'album était Views from the 6 . D'après Drake, "the 6”est une référence à sa ville natale, Toronto. Le nom de l'album a été raccourci en Views juste avant sa sortie. Le 24 avril 2016, Drake dévoile la couverture de l'album sur son Twitter. On peut voir Drake assis au sommet de la Tour CN.

## Sortie et promotion
Drake dévoile le single promotionnel de l'album Summer Sixteen qui est sorti le 30 janvier 2016. Plus tard, Drake dévoile la bande-annonce de son album sur son Twitter. Drake décide de promouvoir son album en ouvrant des magasins dans des villes comme New York, Miami ou Los Angeles. Drake dévoile qu'il y aura environ 20 titres sur l'album.
L'album fut dévoilé sur OVO Sound Radio sur Apple Music après une interview avec Zane Lowe le 28 avril 2016. L'album est sorti officiellement la même nuit sur Apple Music et iTunes exclusivement.

## Liste des titres
| 1.    | Keep the Family Close                 | Maneesh                                                                | 5:31 |
| 2.    | 9                                     | 40, Boi-1da, Morgan, GIRV                                              | 4:16 |
| 3.    | U with Me?                            | 40, PartyNextDoor, Kanye West, DJ Dahi, Riera, AxlFolieTHC, Vinylz, OZ | 4:57 |
| 4.    | Feel No Ways                          | Ullman, 40, Kanye West                                                 | 4:01 |
| 5.    | Hype                                  | Boi-1da, Nineteen85, The Beat Bully, 40, Cubeatz                       | 3:29 |
| 6.    | Weston Road Flows                     | 40, Stwo                                                               | 4:13 |
| 7.    | Redemption                            | 40                                                                     | 5:34 |
| 8.    | With You (featuring PartyNextDoor)    | Murda Beatz, PartyNextDoor, Cardiak, Nineteen85                        | 3:15 |
| 9.    | Faithful (featuring Pimp C & dvsn)    | 40, dvsn, Boi-1da, Nineteen85                                          | 4:50 |
| 10.   | Still Here                            | Daxz, 40                                                               | 3:10 |
| 11.   | Controlla                             | Boi-1da, Supa Dups, Ritter, Di Genius                                  | 4:05 |
| 12.   | One Dance (featuring Wizkid and Kyla) | Nineteen85, 40, Wizkid                                                 | 2:54 |
| 13.   | Grammys (featuring Future)            | Cardo, Southside, 40, Yung Exclusive                                   | 3:40 |
| 14.   | Child's Play                          | 40, Metro Boomin                                                       | 4:01 |
| 15.   | Pop Style                             | Sevn Thomas, Frank Dukes, 40, Ritter, Boi-1da                          | 3:33 |
| 16.   | Too Good (featuring Rihanna)          | Nineteen85, Bidaye                                                     | 4:23 |
| 17.   | Summers Over Interlude                | Maneesh                                                                | 1:46 |
| 18.   | Fire & Desire                         | 40, Hagler                                                             | 3:58 |
| 19.   | Views                                 | Maneesh                                                                | 5:12 |
| 20.   | Hotline Bling (bonus)                 | Nineteen85, Frank Dukes                                                | 4:27 |
| 81:05 |                                       |                                                                        |      |

## Certifications
| Pays                  | Certification | Ventes/Équivalence |
| --------------------- | ------------- | ------------------ |
| Allemagne (BVMI)      | Or            | 100 000            |
| Australie (ARIA)      | Or            | 35 000             |
| Autriche (IFPI)       | Or            | 7 500              |
| Canada (Music Canada) | 6 × Platine   | 480 000            |
| Danemark (IFPI)       | 4 × Platine   | 80 000             |
| États-Unis (RIAA)     | 6 × Platine   | 6 000 000          |
| France (SNEP)         | 2 × Platine   | 200 000            |
| Italie (FIMI)         | Or            | 25 000             |
| Mexique (AMPROFON)    | Platine et Or | 90 000             |
| Pays-Bas (NVPI)       | Platine       | 40 000             |
| Pologne (ZPAV)        | Or            | 10 000             |
| Royaume-Uni (BPI)     | 2 × Platine   | 600 000            |
| Singapour (RIAS)      | Platine       | 10 000             |
| Suède (GLF)           | 2 × Platine   | 80 000             |